# Teatro Nacional de Venezuela
El Teatro Nacional Román Chalbaud es un espacio cultural venezolano donde se presentan obras teatrales, óperas y zarzuelas, entre otros. Está ubicado en el centro de Caracas, en la Parroquia Santa Teresa.

## Historia
Su construcción fue ordenada por el presidente Cipriano Castro el 23 de junio de 1904 en el área que ocupaba la antigua Plaza Washington (actual Plaza Alí Primera) de Caracas de unos 1310 m². La obra fue encargada al arquitecto venezolano Alejandro Chataing, además de la participación del pintor Antonio Herrera Toro y del escultor catalán Ángel Cabré y Magriñá. Poco antes de cumplirse el año de que se iniciase la construcción de esta obra el 11 de junio de 1905 abre sus puertas el Teatro Nacional con la presentación de la zarzuela «El Relámpago». Se han realizado obras de recuperación del teatro en 1949, 1967, 1992, 2005 y 2023. 
Posee una forma de herradura en armazón de hierro, con una arquitectura predominantemente «francesa». En la fachada principal del teatro hay dos grandes columnas, sobre las cuales reposan dos mascarones elaborados por Ángel Cabré y Magriñá, que simbolizan la comedia y la tragedia. Esta edificación posee una sala principal que abarca quince metros de diámetro con tres niveles, que albergan 664 butacas. En el plafón del teatro hay cuatro cuadros que representan la danza, la música, la comedia y la tragedia separados por la elocuencia, la historia y la poesía, elaborado por Antonio Herrera Toro.
Está ubicado entre las esquinas de Miracielos y Cipreses en la Avenida Lecuna. Desde 2006 está próximo a la estación Teatros del Metro de Caracas.

### El Teatro de la Zarzuela caraqueña
El Teatro Nacional fue durante muchos años el templo de la zarzuela venezolana. Aunque primeramente competiese con el Teatro Municipal y el extinto Teatro Caracas, luego este se dedicó casi exclusivamente a la presentación de zarzuelas, mientras que el Municipal hizo lo propio con la opereta y la ópera seria.
En 1977 y durante cuatro meses, el productor teatral español Juanjo Seoane viaja a Venezuela con toda la compañía Isaac Albéniz. En el Teatro Nacional de Venezuela se realizan veintiún títulos de repertorio lírico.

Artistas como Alfredo Kraus, Francisco Kraus y Ernesto Palacio actuaron en este teatro, así como también Monserrat Caballé, Pepita Embil, Fedora Alemán, Alfredo Sadel, Plácido Domingo, Morella Muñoz, entre otros.
La música llanera llega al teatro 

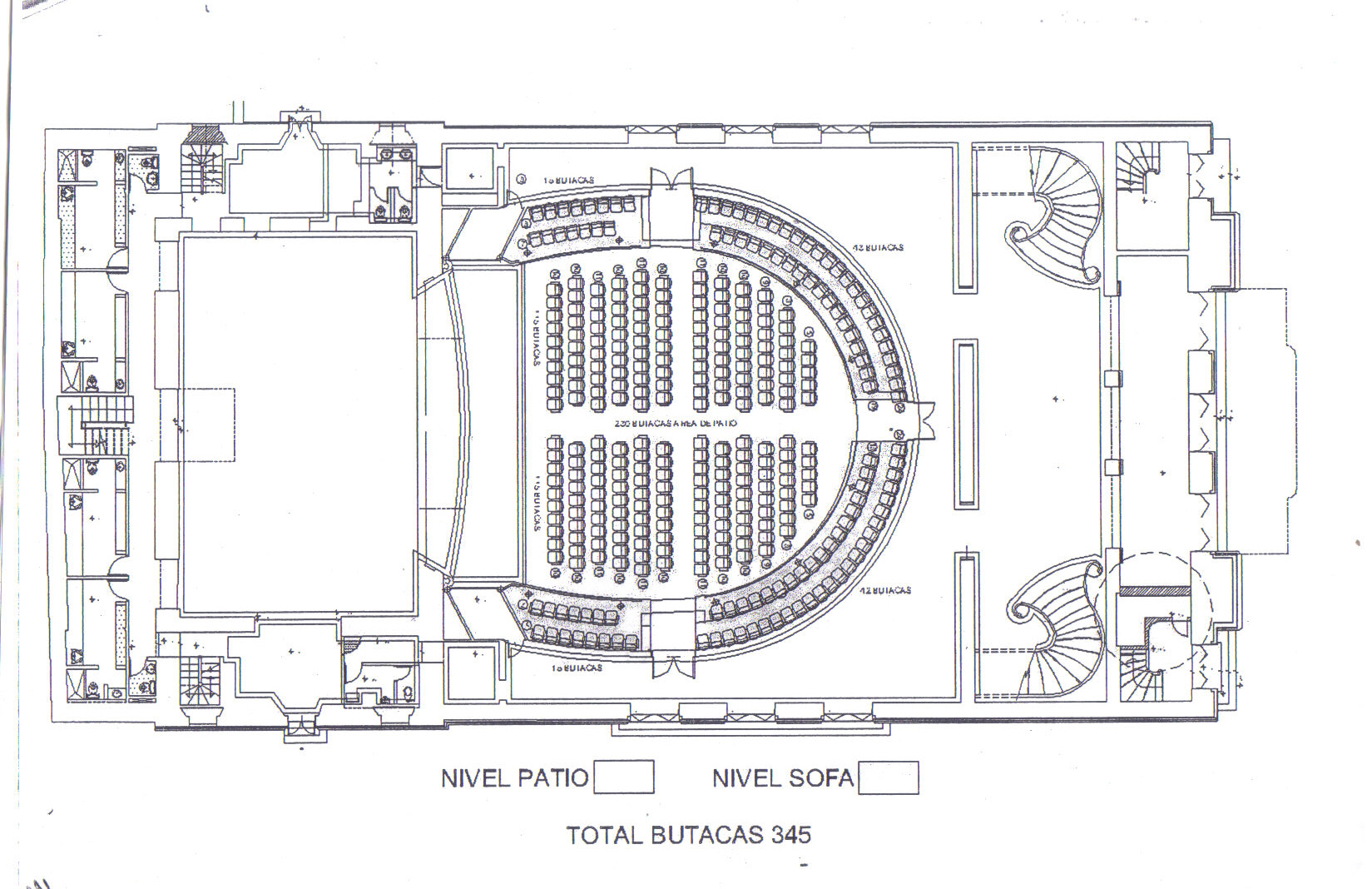
Planta de la platea, lobby y escenario

el 11 de noviembre de 2012. El tenor venezolano Francisco Delgado, oriundo de San Sebastián de los Reyes, cantó un joropo con arpa, cuatro, maraca y bajo, convirtiéndose en el primer artista en hacerlo. Esto se realizó en el marco aniversario de los 50 años de la Corporación Criollitos de Venezuela, cuyo himno fue compuesto por el tenor.

### Restauración
El teatro ha sido objeto de una etapa de restauración durante los últimos años, y fue reinaugurado en 2010, cabe destacar que en la restauración se eliminó el techado de la entrada, originalmente hecho en rejería Art Nouveau y cristales, además de haber sustituido el color crema original de sus paredes externas, por el color naranja.

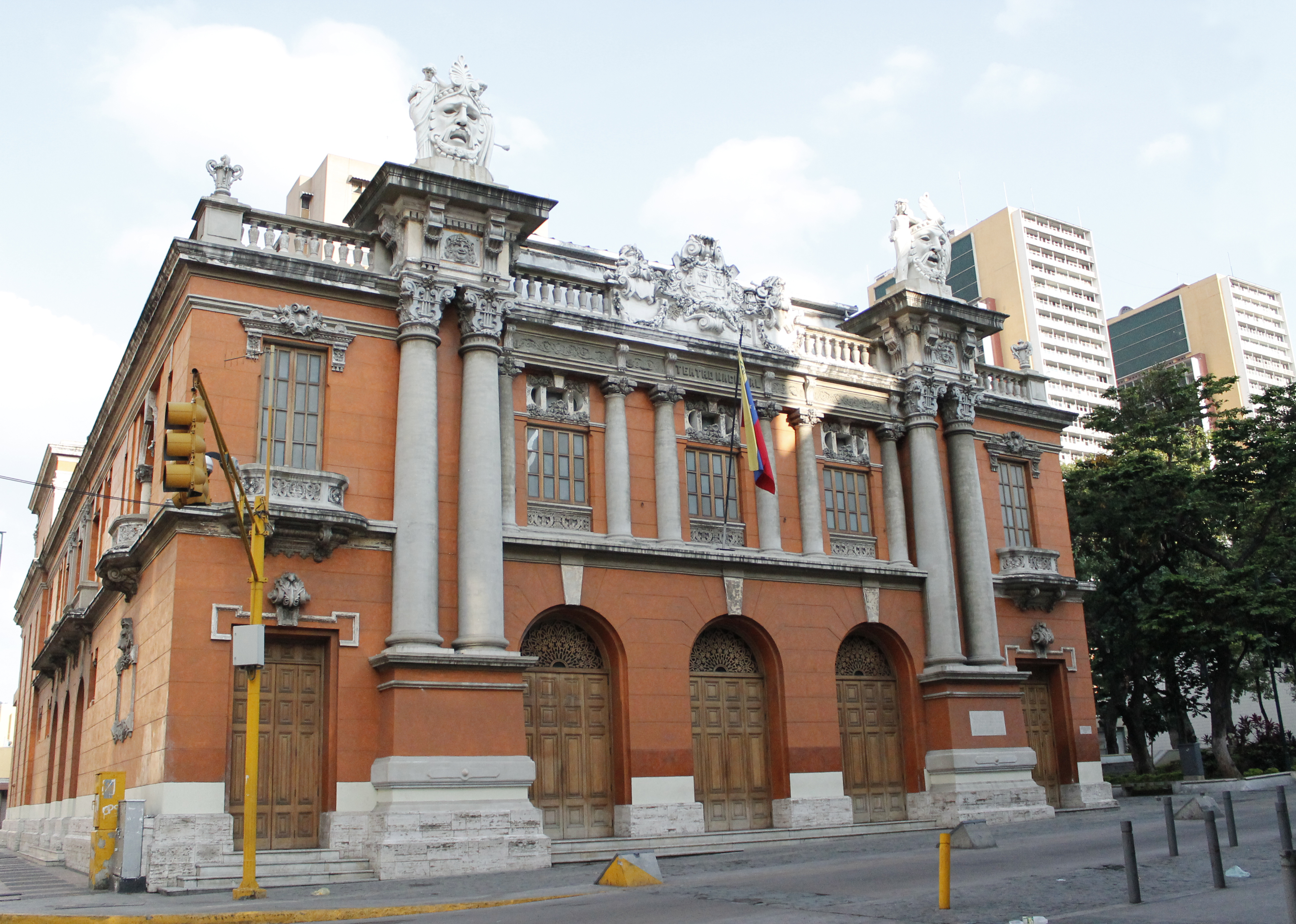
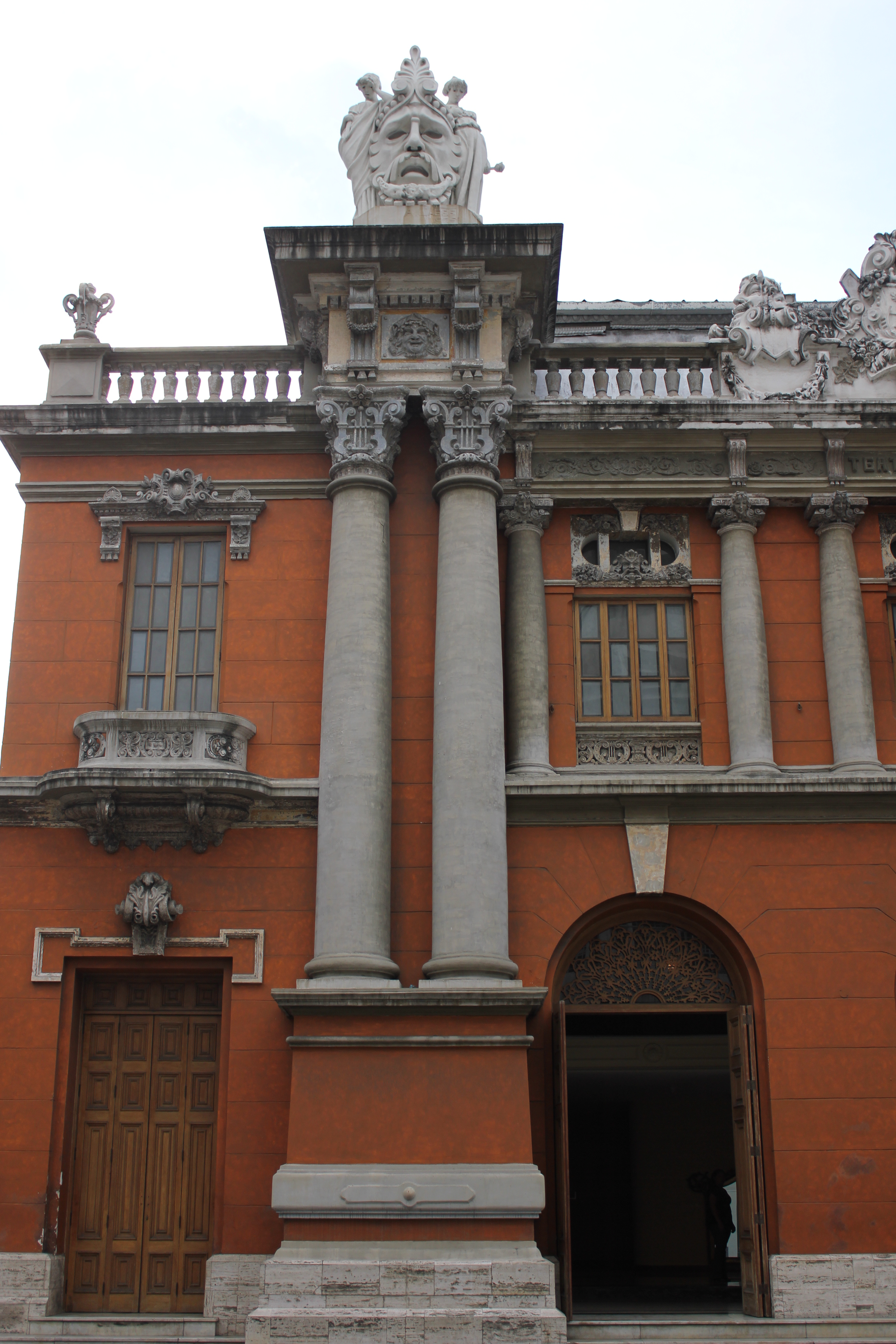
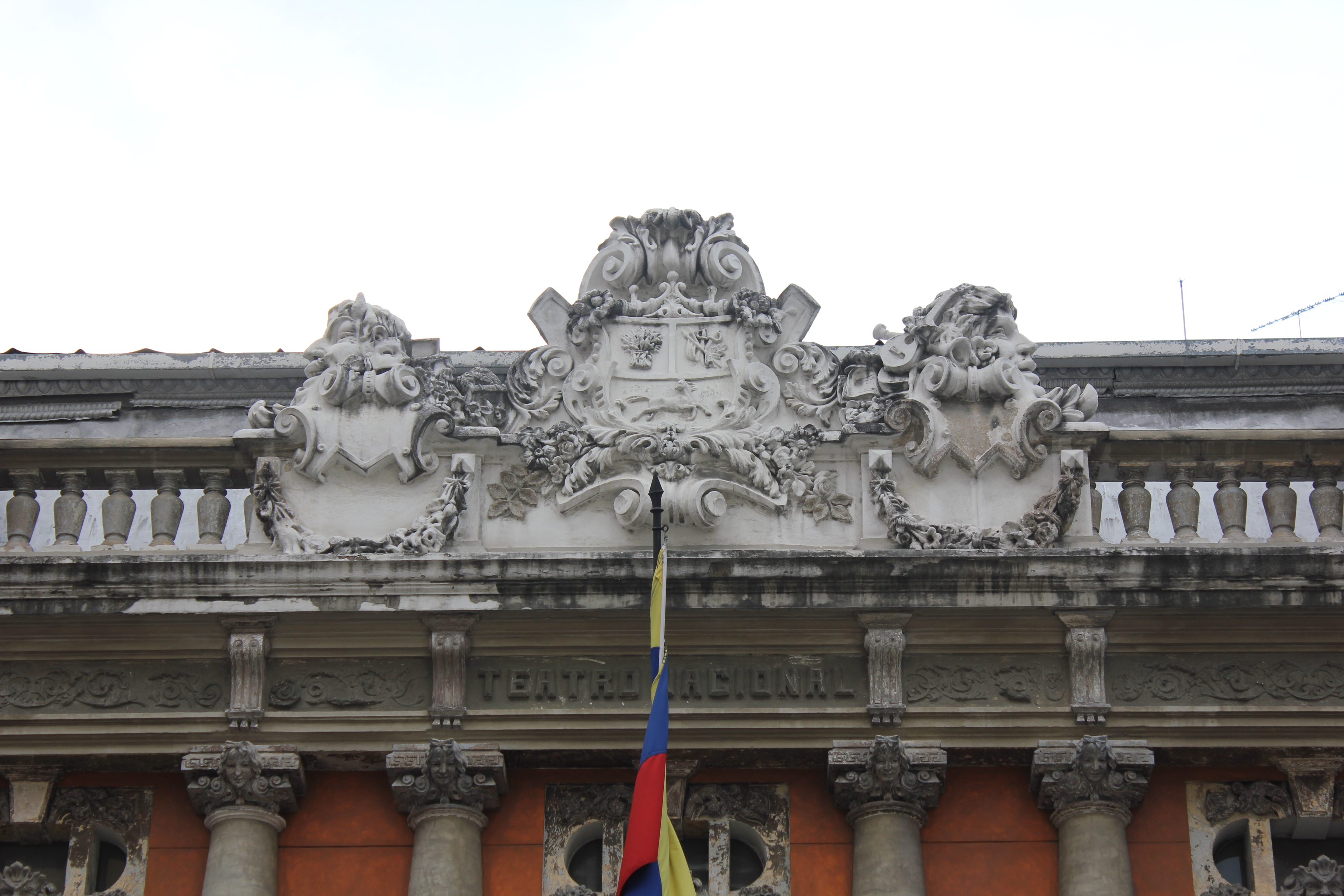
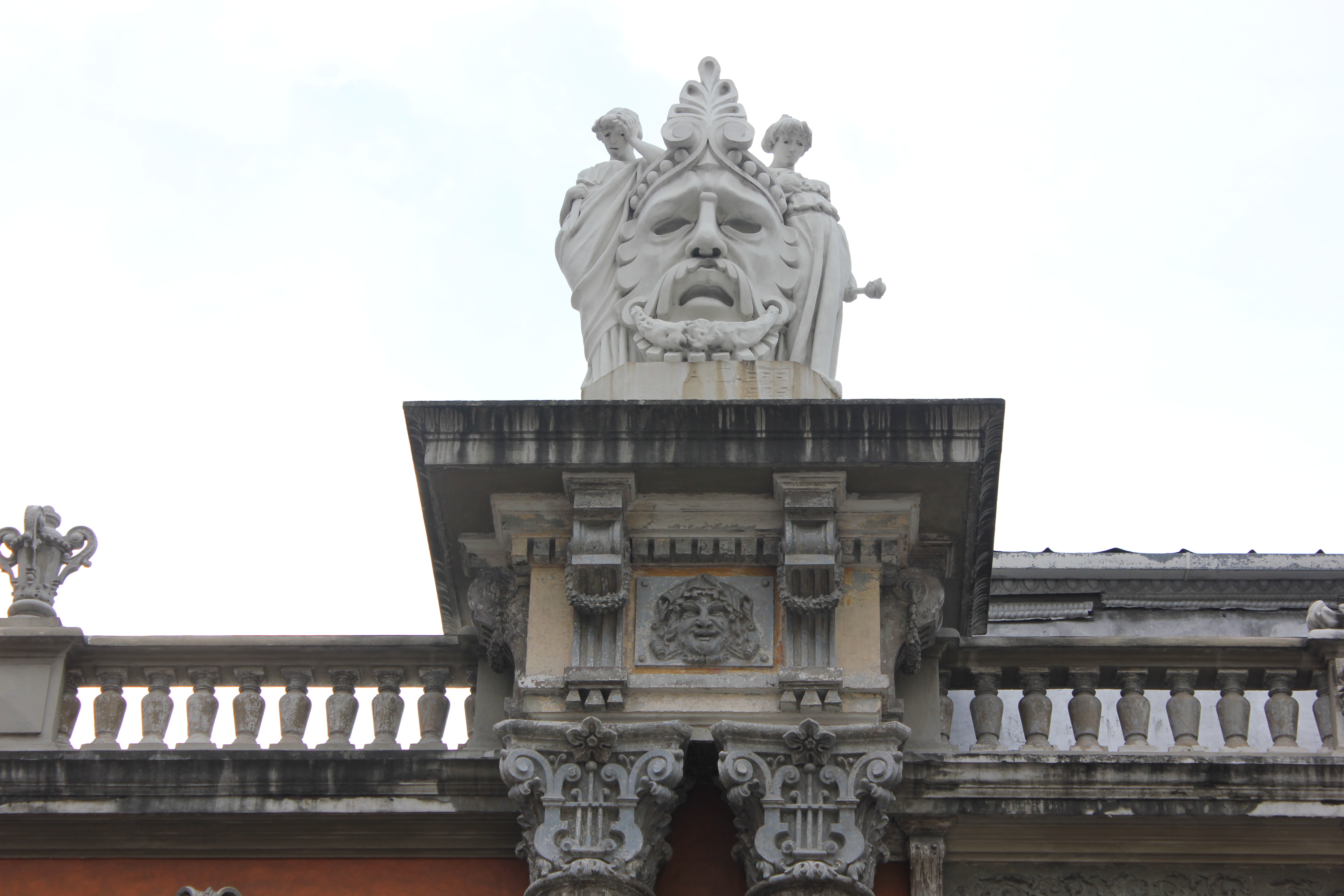
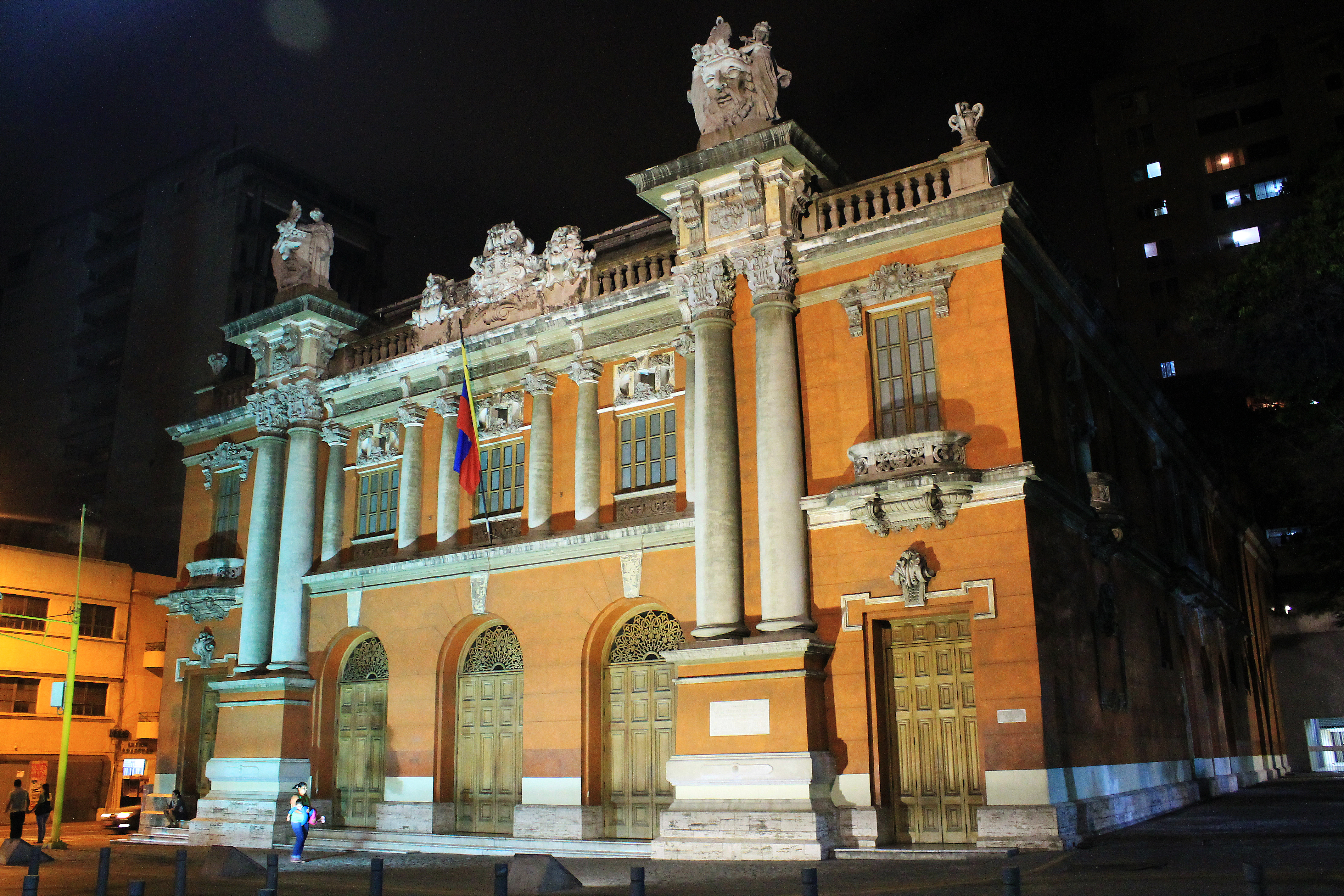